# Boxe nos Jogos Olímpicos de Verão de 1992
O boxe nos Jogos Olímpicos de Verão de 1992 foi disputado no velho Pavelló Club Joventut de Badalona em Barcelona, na Espanha.
Quatrocentos e quarenta e um boxeadores de 106 países competiram nas doze categorias entre 26 de julho e 9 de agosto.

## Eventos do boxe
Masculino: Peso mosca-ligeiro | Peso mosca | Peso galo | Peso pena | Peso leve | Peso meio-médio-ligeiro | Peso meio-médio | Peso super-médio | Peso médio | Peso meio-pesado | Peso pesado | Peso super-pesado

## Peso mosca-ligeiro (-48 kg)
| Pos. | País            | Atletas         |
| ---- | --------------- | --------------- |
|      | Cuba (CUB)      | Rogelio Marcelo |
|      | Bulgária (BUL)  | Daniel Petrov   |
|      | Alemanha (GER)  | Jan Quast       |
|      | Filipinas (PHI) | Roel Velasco    |

## Peso mosca (até 51 kg)
| Pos. | País                  | Atletas        |
| ---- | --------------------- | -------------- |
|      | Coreia do Norte (PRK) | Choi Chol-Su   |
|      | Cuba (CUB)            | Raúl González  |
|      | Hungria (HUN)         | István Kovács  |
|      | Estados Unidos (USA)  | Timothy Austin |

## Peso galo (até 54 kg)
| Pos. | País                  | Atletas          |
| ---- | --------------------- | ---------------- |
|      | Cuba (CUB)            | Joel Casamayor   |
|      | Irlanda (IRL)         | Wayne McCullough |
|      | Coreia do Norte (PRK) | Lee Gwang-Sik    |
|      | Marrocos (MAR)        | Mohammed Achik   |

## Peso pena (até 57 kg)
| Pos. | País                   | Atletas        |
| ---- | ---------------------- | -------------- |
|      | Alemanha (GER)         | Andreas Tews   |
|      | Espanha (ESP)          | Faustino Reyes |
|      | Argélia (ALG)          | Hocine Soltani |
|      | Equipa Unificada (EUN) | Ramazi Palyani |

## Peso leve (até 60 kg)
| Pos. | País                 | Atletas             |
| ---- | -------------------- | ------------------- |
|      | Estados Unidos (USA) | Oscar de la Hoya    |
|      | Alemanha (GER)       | Marco Rudolph       |
|      | Mongólia (MGL)       | Namjil Bayarsaikhan |
|      | Coreia do Sul (KOR)  | Hong Sung-Sik       |

## Peso meio-médio-ligeiro (até 63,5 kg)
| Pos. | País            | Atletas          |
| ---- | --------------- | ---------------- |
|      | Cuba (CUB)      | Héctor Vinent    |
|      | Canadá (CAN)    | Mark Leduc       |
|      | Finlândia (FIN) | Jyri Kjäll       |
|      | Romênia (ROM)   | Leonard Doroftei |

## Peso meio-médio (até 67 kg)
| Pos. | País             | Atletas               |
| ---- | ---------------- | --------------------- |
|      | Irlanda (IRL)    | Michael Carruth       |
|      | Cuba (CUB)       | Juan Hernández Sierra |
|      | Porto Rico (PUR) | Anibal Acevedo        |
|      | Tailândia (THA)  | Arkhom Chenglai       |

## Peso super-médio (até 71 kg)
| Pos. | País                | Atletas           |
| ---- | ------------------- | ----------------- |
|      | Cuba (CUB)          | Juan Carlos Lemus |
|      | Países Baixos (NED) | Orhan Delibas     |
|      | Hungria (HUN)       | György Mizsei     |
|      | Grã-Bretanha (GBR)  | Robin Reid        |

## Peso médio (até 75 kg)
| Pos. | País                 | Atletas         |
| ---- | -------------------- | --------------- |
|      | Cuba (CUB)           | Ariel Hernández |
|      | Estados Unidos (USA) | Chris Byrd      |
|      | Canadá (CAN)         | Chris Johnson   |
|      | Coreia do Sul (KOR)  | Lee Seung-Bae   |

## Peso meio-pesado (até 81 kg)
| Pos. | País                   | Atletas              |
| ---- | ---------------------- | -------------------- |
|      | Alemanha (GER)         | Torsten May          |
|      | Equipa Unificada (EUN) | Rostislav Zaulichniy |
|      | Polônia (POL)          | Wojciech Bartnik     |
|      | Hungria (HUN)          | Zoltán Beres         |

## Peso pesado (até 91 kg)
| Pos. | País                | Atletas           |
| ---- | ------------------- | ----------------- |
|      | Cuba (CUB)          | Félix Savón       |
|      | Nigéria (NGR)       | David Izonritei   |
|      | Países Baixos (NED) | Arnold Vanderlyde |
|      | Nova Zelândia (NZL) | David Tua         |

## Peso super-pesado (+ 91 kg)
| Pos. | País            | Atletas           |
| ---- | --------------- | ----------------- |
|      | Cuba (CUB)      | Roberto Balado    |
|      | Nigéria (NGR)   | Richard Igbineghu |
|      | Dinamarca (DEN) | Brian Nielsen     |
|      | Bulgária (BUL)  | Svilen Rusinov    |

## Quadro de medalhas do boxe
| Ordem | País                 | Medalha de ouro | Medalha de prata | Medalha de bronze | Total |
| ----- | -------------------- | --------------- | ---------------- | ----------------- | ----- |
| 1     | CUB Cuba             | 7               | 2                | 0                 | 9     |
| 2     | GER Alemanha         | 2               | 1                | 1                 | 4     |
| 3     | USA Estados Unidos   | 1               | 1                | 1                 | 3     |
| 4     | IRL Irlanda          | 1               | 1                | 0                 | 2     |
| 5     | PRK Coreia do Norte  | 1               | 0                | 1                 | 2     |
| 6     | NGR Nigéria          | 0               | 2                | 0                 | 2     |
| 7     | BUL Bulgária         | 0               | 1                | 1                 | 2     |
| 7     | CAN Canadá           | 0               | 1                | 1                 | 2     |
| 7     | EUN Equipa Unificada | 0               | 1                | 1                 | 2     |
| 7     | NED Países Baixos    | 0               | 1                | 1                 | 2     |
| 11    | ESP Espanha          | 0               | 1                | 0                 | 1     |
| 12    | HUN Hungria          | 0               | 0                | 3                 | 3     |
| 13    | KOR Coreia do Sul    | 0               | 0                | 2                 | 2     |
| 14    | ALG Argélia          | 0               | 0                | 1                 | 1     |
| 14    | DEN Dinamarca        | 0               | 0                | 1                 | 1     |
| 14    | PHI Filipinas        | 0               | 0                | 1                 | 1     |
| 14    | FIN Finlândia        | 0               | 0                | 1                 | 1     |
| 14    | GBR Grã-Bretanha     | 0               | 0                | 1                 | 1     |
| 14    | MAR Marrocos         | 0               | 0                | 1                 | 1     |
| 14    | MGL Mongólia         | 0               | 0                | 1                 | 1     |
| 14    | NZL Nova Zelândia    | 0               | 0                | 1                 | 1     |
| 14    | POL Polônia          | 0               | 0                | 1                 | 1     |
| 14    | PUR Porto Rico       | 0               | 0                | 1                 | 1     |
| 14    | ROM Romênia          | 0               | 0                | 1                 | 1     |
| 14    | THA Tailândia        | 0               | 0                | 1                 | 1     |

## Referência
- (em inglês) Relatórios oficiais dos Jogos Olímpicos de Barcelona 1992